# Tabanus silvanus
Tabanus silvanus är en tvåvingeart som beskrevs av Ricardo 1908. Tabanus silvanus ingår i släktet Tabanus och familjen bromsar.
Artens utbredningsområde är Madagaskar. Inga underarter finns listade i Catalogue of Life.